# Saru Kani Gassen
Trận chiến Khỉ và cua (さるかに合戦 saru kani gassen) là một truyện dân gian Nhật Bản. Theo truyện, một con khỉ tinh quái đã giết con cua mẹ và sau đó nó đã bị con của cua mẹ trả thù. cái thiện luôn thắng cái ác là chủ đề chính của chuyện.

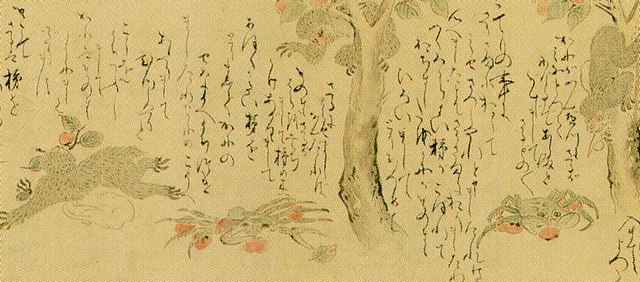
Saru Kani Gassen Emaki, một emakimono hiếm của truyện dân gian Thời Edo

Theo bản dịch của Rev. David Thomson, Khỉ và cua đánh nhau, được xuất bản như là quyển thứ ba trong loạt truyện Xứ sở thần tiên Nhật Bản của Takejirō Hasegawa năm 1885. Andrew Lang gồm một phần trong The Crimson Fairy Book (1903) và Yei Theodora Ozaki gồm Xứ sở thần tiên Nhật Bản (1908).

## Nội dung

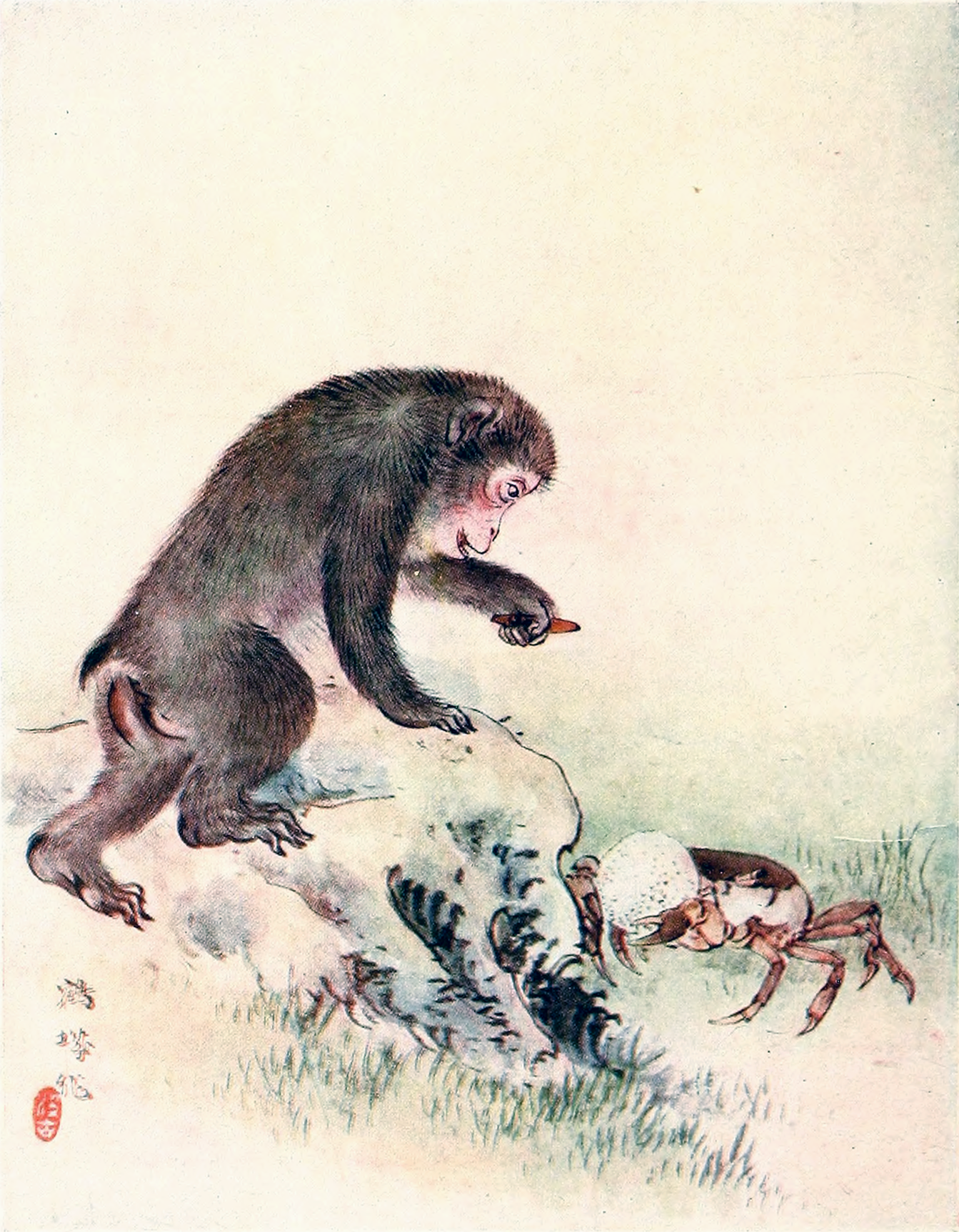
Khỉ gợi ý đổi trái hồng lấy cơm nắm với cua

Một ngày khỉ thấy cua trên lưng chở cơm nắm thì lừa đổi lấy trái hồng. Sau đó thì cua trở về nhà lấy hạt nó đem trồng và không bao lâu cây kết trái nhưng vì cua không leo lên cây được nên đã nhờ khỉ hái dùm. Con khỉ tinh ranh đã hái ăn hết những quả hồng chín mộng còn những quả còn xanh thì ném vào cua mẹ. Cua mẹ chịu không được nên đã chết, đàn con cua mẹ tức giận lên kế hoạch trả thù với sự trợ giúp của hạt dẻ, cối đá và ong mật. Sau khi khỉ về nhà thì sưởi ấm bên lò nhưng hạt dẻ đã nấp sẵn trong đó khiến cho lửa cháy lớn lan sang khỉ. Khỉ nóng vội chạy đến xô nước nhưng con ong bay ra chích. Khỉ sợ chạy ra khỏi nhà và cối đá trên nóc nhà lăn xuống giết chết con khỉ.

## Dị bản

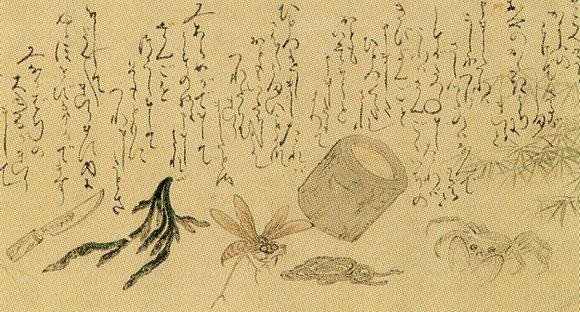
Con của cua trả thù khỉ bằng cối đá, một con rắn, một con ong, arame và một con dao nhà bếp.

Tên của các câu chuyện, đồng minh và chi tiết tấn công có nhiều khác biệt ở Nhật Bản. Chẳng hạn như ở Kansai một trong những đồng minh của cua con là dầu. Trong một phiên bản câu chuyện được xuất bản trong một cuốn sách giáo khoa Nhật Bản năm 1887, một quả trứng đã xuất hiện thay thế cho hạt dẻ và bánh bò. Quả trứng tấn công con khỉ bằng cách vỡ ra.
Trong truyện xuất bản của Andrew Lang, cua bị ném trái chưa chín chưa chết, nhưng khỉ bỏ lại cho chết.
Các phiên bản hiện đại sau này thường giảm đi tính bạo lực của câu chuyện. Tựa mang tên "Khỉ và cua" hay "Câu chuyện của khỉ và cua" tương tự để giảm hoặc tránh tên bạo lực của tên cũ.
Tiểu thuyết gia Nhật Bản thế kỷ 20 Akutagawa Ryunosuke đã viết một truyện ngắn dựa trên dân gian này, sau khi cua con tấn công khỉ trả thù cho mẹ của mình thì bị bắt và đối mặt với án tử hình
Trong một phiên bản hoàn toàn khác, khi khỉ leo lên cây và hái thì trái đề nghị khỉ mang một cái giỏ để đựng. Khỉ đi lấy giỏ và treo trên một nhánh cây nhỏ,  nhánh gãy cái giỏ rơi xuống. Cua nhanh trí bắt lấy nhưng trượt chân rơi xuống hố. Thế là khỉ quyết định tiểu tiện lên cua và đưa mông xuống hố. Cua nhanh chóng cạo sạch lông phần dưới của khỉ, đó là lý do tại sao ngày nay khỉ không có lông ở phần mông và cua có lông phần càng và ngoe